# JBC
JBC va ser un grup guerriller de Colòmbia. El seu nom deriva de les inicials de Jaime Bateman Cayón, un dels fundadors del moviment guerriller M-19, mort en un accident aeri prop de Panamà. Alguns dels seus líders més importants han estat capturats per la qual cosa està inoperatiu. Normalment, utilitzaren la bandera blau, blanca i vermella a la que solien incloure les sigles.